# Boden (Radeburg)
Boden ist ein Ortsteil von Radeburg in Sachsen, nördlich von Dresden.

## Geschichte

### Ursprung des Ortsnamens
Zum Namen "Boden" gibt es in dem 1754 für Carl Siegmund Bose ausgefertigten Lehnbrief über Gut Boden mit dem Dorf (Groß)Dittmannsdorf den Passus: „… Radeburg und Boden gehörten vor Zeiten zusammen. Boden besaß gar kein besonderes Gut sondern (da war) nur ein Gebäude gestanden so der Schüttboden genannt worden…“

### Ortsgeschichte
Ein Hans von Schönfeld wurde am 26. Januar 1455 vom Kurfürsten mit dem Vorwerk Boden belehnt.
Anno 1500 und 1501 besaßen die Gebrüder Heinrich, Günther und Rudolph von Bünau die Stadt Radeburg und die Dörfer (Klein)Naundorf, Würschnitz, (Groß)Dittmannsdorf mit Vorwerken, … „Item das Dorf Boden mit dem Vorwerk, wie es der Vater Heinrich von Bünau selig besessen ...“
1578 verpfändete Rudolf von Bünau der Ältere zu Radeburg und Berbisdorf für 2000 Gulden das Vorwerk Boden und das dazugehörige Holz.
1629 erwarb Hans Zeidler genannt Hofmann von Berbisdorf auf Boden und Dittmannsdorf, Besitzer der Grundherrschaften Berbisdorf und Boden, die zwei Dörfer Würschnitz und Kleinnaundorf, die von da an als Erblehen an die Herrschaft der Besitzer von Berbisdorf und Boden für lange Zeit gebunden waren.
Hans Siegismund Zeidler von Berbisdorf starb 1690. Seine Tochter Anna Elisabeth war mit Adam Friedrich von Dölau auf Ziegra und Tiefenau vermählt und bekam vom Vater bei ihrer Verehelichung zu ihrer Ausstattung die beiden Erblehngüter Boden und Kleinnaundorf samt dem Dorf Würschnitz sowie einen Weinberg bei Kötzschenbroda.
1685 erwarb der Vizekanzler seiner Fürstlichen Durchlaucht in Zeitz, Salomon Jörg Zapf, das halbe Dorf (Groß)Dittmannsdorf „Bodenschen Teils, Naundorf und Würschnitz“.

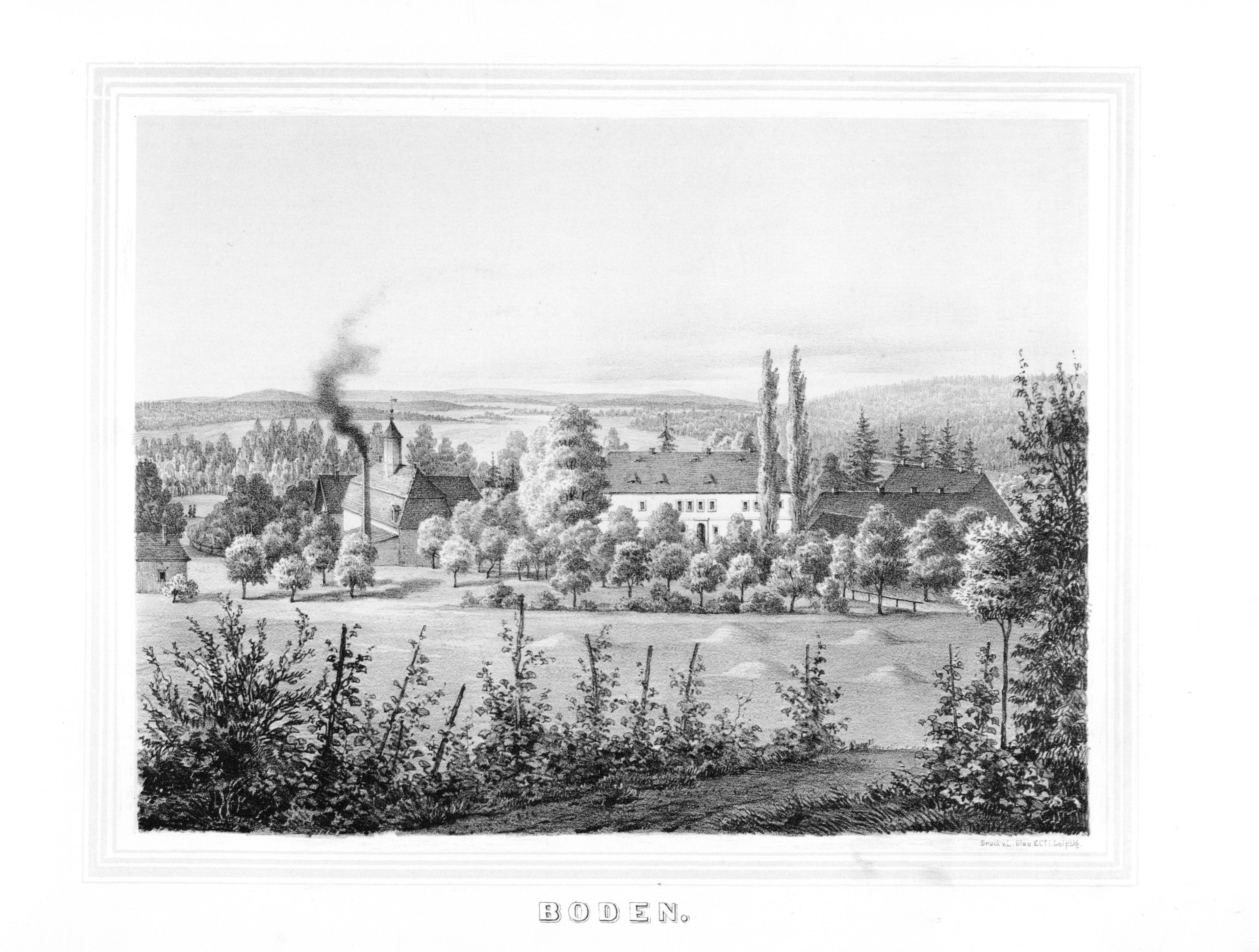
Rittergut Boden

Schon fünf Jahre später verkaufte Zapf die Rittergüter Boden und Kleinnaundorf an die Witwe Magdalene Elisabeth Bose, eine geborene Zeidler von Berbisdorf, 1695 bittet diese, nunmehr verehelicht mit Marschall von Bieberstein um Lehen über die Güter Hirschfeld, Langenhofen oder Bosenhoff, Boden, Kleinnaundorf und dem Dorf Großdittmannsdorf, sowie „um die Gesamte Hand am Gut Berbisdorf“.
Ihre fünf Söhne berieten nach ihrem Ableben 1703 über die Entwicklung und Stärkung ihres Familiengeschlechts, welches sich stark ausgebreitet hatte und bedeutende Güter besaß. Die Güter Boden, Kleinnaundorf und Großdittmannsdorf erhielt Carl Gottfried Bose zugeteilt. Er starb ohne Leibeserben, so dass die Erbgüter Boden und Kleinnaundorf an seinen Bruder den Kammerjunker Carl August Bose fielen. Bei der Ausstellung des Lehnbriefes für Kleinnaundorf (damals nur „Naundorf“ genannt) gab es scheinbar Unstimmigkeiten oder Verwechslungen mit dem Ort Naundorf bei Großenhain. Zur Erinnerung wurden von Carl August Bose über sein Erbgut Kleinnaundorf nähere Angaben übermittelt. In dem Schreiben heißt es, dass Naundorf nebst dem dazugehörigen Dorf Würschnitz ein Gut sei, welches zugleich mit Boden in Erbe verwandelt wurde.

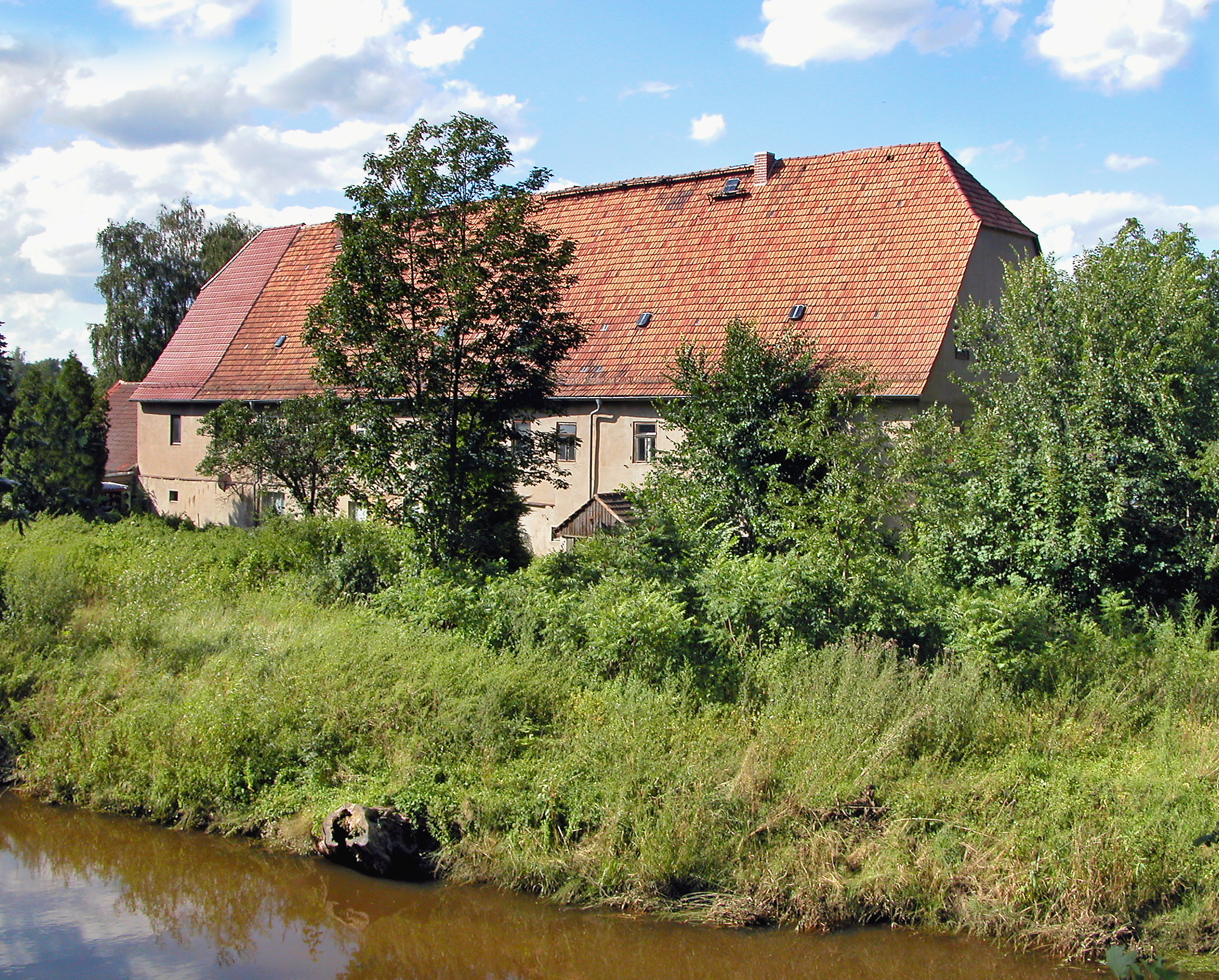
Rittergut Boden, Herrenhaus 2012

Im Auftrag des Kriegsministeriums fertigten die „Hochadelich Posische Gerichte“ und ihr Gerichtsherr Hauptmann Carl Siegmund Bose auf dem Rittergut Boden, zu dem auch das Vorwerk und Dorf Naundorf mit dem Dorf Würschnitz gehörte, am 12. Mai 1764 für die „zum Rittergut Boden gehörende Dorfschaft Kleinnaundorf“ ein genaues Hufenverzeichnis an.
Als Carl Siegmund Bose 1772 starb, hinterließ er eine achtjährige Tochter Caroline Eleonore Bose als Universalerbin, deren Vormund Martin Böhmig wurde. Die Mutter der Caroline Eleonore ist Christiane Eleonore Schmidt geborene Bohne, die Witwe des Accis-Einnehmers Schmidt. Die junge Caroline Eleonore Bose heiratete bereits 1779 Christian Friedrich Traugott Fasselt. In der Folge besaßen die Mutter Christiane Eleonore Schmidt und die Tochter Caroline Eleonore verehelichte Fasselt geborene Bose die Güter Boden und Kleinnaundorf gemeinsam.

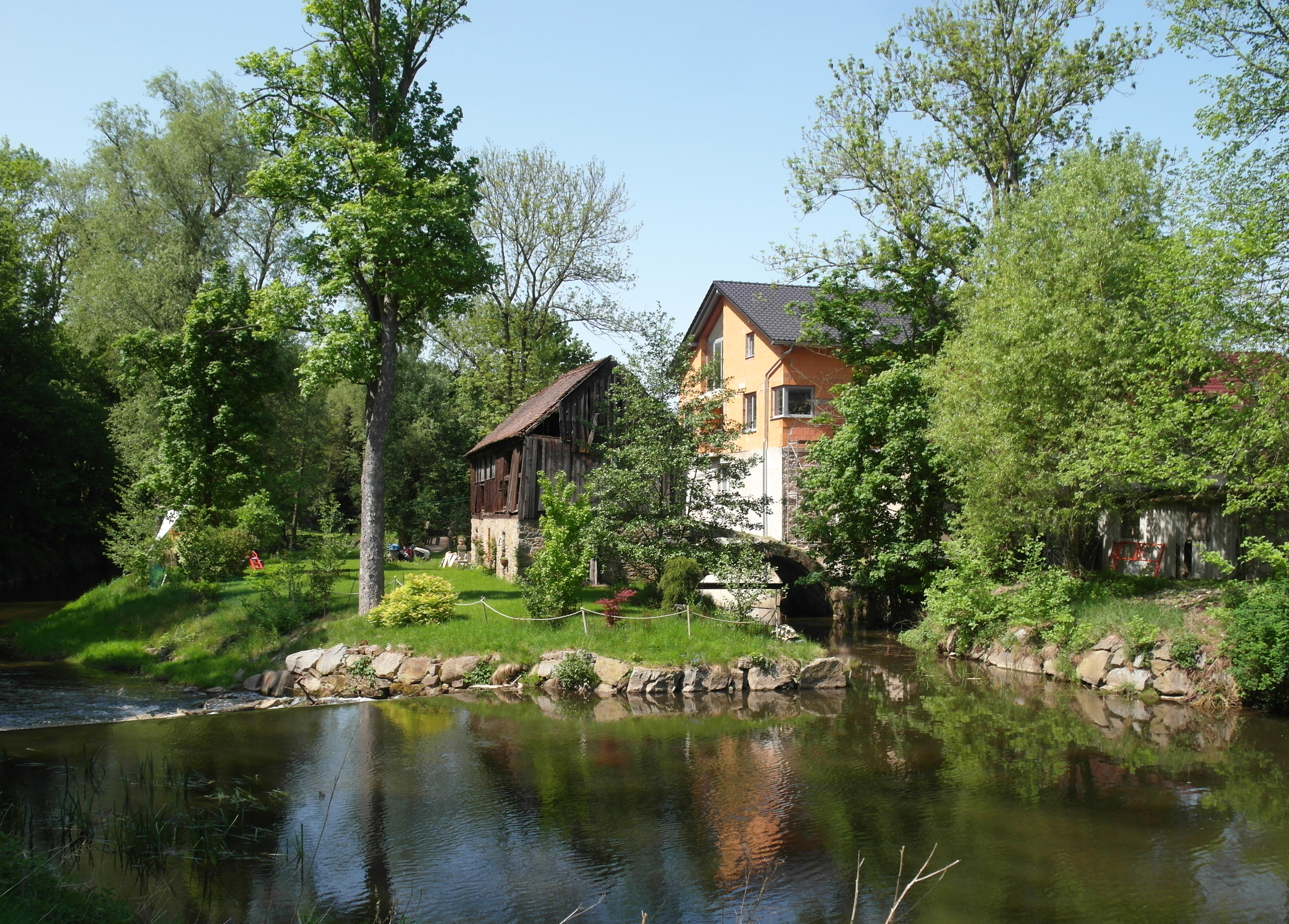
Bodenische Mahl- und Schneidemühle in der Großen Röder, 2018

1780 wurde mit dem Kauf- und Handelsmann zu Schandau Christian Gottfried Schmidt ein Erbkaufkontrakt über beide Güter geschlossen. Der Vertrag enthält unter anderen folgende Aussage: „… denen zu beiden Rittergütern (Boden und Naundorf) gehörigen Dorfschaften Groß Dittmannsdorf, Bodner und Tauscher Anteils, Naundorf und Würschnitz … Handfronen und Dienste, auch deren Zwangdienste von Kindern derer Untertanen zufolge derer Erbregister und des Herkommens, der Braugerechtigkeit nebst Bierzwang über die Dörfer (Klein)Naundorf und Würschnitz, ingleichen den Richter oder der Schenke zu Groß Dittmannsdorf, den Branntwein Urbar, Salzschank, der Bodenischen Mahl- und Schneidemühle, der Erbzins Mühle zu Groß Dittmannsdorf, mit dem davon jährlich zu entrichtenden Erbzins … dem Forsthause zu Boden mit Inventar, dem Pfarrlehn und jure patronatus zu Groß Dittmannsdorf und Würschnitz dem herrschaftlichen Betstübchen in beiden Kirchen … an den Kauf- und Handelsmann zu Schandau Christian Gottfried Schmidt für 27.000 Reichstaler, der Taler für 24 gute Groschen …“
Beim Luftangriff auf Dresden starb der letzte Rittergutsbesitzer, Große. Der Erbe, Major Große, kam in das Speziallager Nr. 1 Mühlberg. Nach seiner Entlassung ging er in die Westzone. In den Tagen vom 8.–10. September 1945 wurde eine durch die Alliierten beschlossene Enteignung mutmaßlicher Kriegsverbrecher durchgeführt. Ehemalige Rittergutsarbeiter, landarme Bauern und Vertriebene, die Haus und Hof durch die Kriegsereignisse verloren hatten, erhielten Land, Vieh und landwirtschaftliche Geräte. Sie wurden freie Bauern auf eigener Scholle.
Die Übergabe des Bodens wurde am 17. Februar 1946 durch die Ausgabe von rechtskräftigen Besitzurkunden an die Bodennehmer durch die Landesverwaltung Sachsen bestätigt. Auch nach dem 1990 zwischen den beiden deutschen Staaten geschlossene Einigungsvertrag blieben die durch die Alliierten vorgenommenen Enteignungen unangetastet. Der Boden, den die Eigentümer einst freiwillig oder unfreiwillig in die LPG einbrachten, wird jetzt hauptsächlich von der Agrargenossenschaft Radeburg genutzt.
Nachdem über viele Jahrhunderte das Rittergut Boden zumindest einen Teil des Dorfes Großdittmannsdorf besaß, wurde nach dem Zweiten Weltkrieg und der folgenden Bodenreform Boden am 1. Oktober 1949 ein Ortsteil von Großdittmannsdorf. Als sich am 1. Januar 1999 die Stadt Radeburg und die Gemeinden Promnitztal und Großdittmannsdorf zusammenschlossen, wurde Boden ein Ortsteil von Radeburg.

## Kultur und Sehenswürdigkeiten
Einzigartig ist das Kleinkuppengebiet südlich von Boden. Nördlich von Boden beginnen mit der Radeburger Heide die Königsbrück-Ruhlander Heiden, unmittelbar an die Ortschaft angrenzend liegt das NSG "Waldmoore bei Großdittmannsdorf" und das NSG "Moorwald am Pechfluss bei Medingen".
Siehe auch: Liste der Kulturdenkmale in Boden